# Sturmgeschütz IV
Sturmgeschütz IV (StuG IV, SdKfz 167) – niemieckie samobieżne, szturmowe działo pancerne z okresu II wojny światowej. Charakteryzowało się dobrymi warunkami trakcyjnymi, miało sprawdzone działo kalibru 75 mm oraz niską sylwetkę.

## Historia
Początkowo jedynym typem działa szturmowego (niem. Sturmgeschütz) będącego na uzbrojeniu niemieckiej Panzerwaffe (tj. broni pancernej) był StuG III produkowany na podwoziu czołgu średniego PzKpfw III. Późniejsze próby tych dział, jak i udany chrzest bojowy sprawiły, że ten typ uzbrojenia został doceniony. Rozwój wydarzeń sprawił, że w firmie Krupp złożono zamówienie w 1942 na opracowanie na podwoziu 9/BW, czyli czołgu PzKpfw. IV Ausf. G, nowego działa szturmowego. W 1943 roku powstał prototyp działa szturmowego, w którym wykorzystano wspomniane podwozie czołgu PzKpfw. IV.
Działa szturmowe Stug IV miały standardowe opancerzenie dział StuG III. Modyfikacji uległo tylko stanowisko kierowcy, które zostało umieszczone w stanowisku przed nadbudową kadłuba. W późniejszym okresie działa otrzymały zdalnie sterowany karabin maszynowy na wierzchu nadbudówki – na luku ładowniczego (tzw. rundumsfeuer MG 34) i wyrzutnię granatów odłamkowych w celu ochrony własnej przed piechotą przeciwnika (tzw. Nahverteidigungswaffe, niem. – broń obrony bezpośredniej).
Od razu zakładano wykorzystanie sprawdzonej nadbudówki działa StuG III – zyskując tym samym czas i środki na wdrożenie nowego wzoru uzbrojenia. Pojazd otrzymał nazwę: 7,5 StuK L/48 auf Fgst PzKpfw IV Sd Kfz 167 – Sturmgeschütz IV.
Pokaz nowego działa szturmowego zaplanowano na 6 grudnia 1943 roku. Pokaz zakończył się powodzeniem – nowy projekt został zaakceptowany i rozpoczęto planowanie produkcji seryjnej. 16 grudnia Hitler polecił rozpoczęcie produkcji seryjnej, która była prowadzona w zakładach Nibelungenwerke i Krupp od grudnia 1943 r. do stycznia 1944 r. Wyprodukowano 31 pojazdów przebudowanych z czołgów i 1108 pojazdów seryjnych.
Poszczególne elementy były produkowane przez:
- podwozie i układ jezdny: zakłady Krupp-Gruson AG w Magdeburgu-Buckau,
- wanna kadłuba: firma Böhler w Kapfenbergu, Eisenwerke Oberdonau w Linzu w Austrii, Krupp w Essen i Eisenhüttenverein w Bochum,
- pancerna nadbudowa: zakłady Brandenburgische Eisenwerke,
- armaty: 7,5 cm StuK 40 L/48 kalibru 75 mm: zakłady Wimag z Berlina i Skoda w Pilźnie.

Pierwszy zachowany egzemplarz działa został odnaleziony w 1999 roku. Działo zostało wydobyte z bagna otaczającego rzekę Sępolenkę w Przepałkowie, z rejonu, w którym ugrzęzło więcej pojazdów w trakcie ucieczki niemieckich czołgów. Działo znajduje się w Muzeum im. Orła Białego w Skarżysku-Kamiennej, przeszło rekonstrukcję i zostało udostępnione 25 lipca 2020 r.
W 2008 r. dobrze zachowane działo Sturmgeschütz IV (z zaledwie 211 km na liczniku) wyciągnięto z rzeki Rgielewki w gminie Grzegorzew. Wydobyty wóz bojowy wzbogacił kolekcję Muzeum Broni Pancernej w Poznaniu. W roku 2009 wyremontowano działo do stanu jezdnego.